# Vareler Nebenbahnen
| Streckennummer: | 1531 (Varel – Vareler Hafen), 1532 (Varel – Neuenburg), 1533 (Borgstede – Bramloge) |                    |                    |
| Kursbuchstrecke: | 221 m (1944), 199n (1935) 221n (1946)                                               |                    |                    |
| Spurweite: | 1435 mm (Normalspur)                                                                |                    |                    |
| |                                                                                     |                    |                    |
| \| \| \| von Oldenburg \| \| \| \| \| von Rodenkirchen \| \| \| \| \| von Vareler Hafen \| \| \| \| 0,0 \| Varel (Oldb) \| Varel (Oldb) \| \| \| \| nach Wilhelmshaven \| \| \| \| 2,1 \| Langendamm \| Langendamm \| \| \| 4,0 \| Borgstede \| Borgstede \| \| \| \| \| \| \| \| 7,6 \| Bramloge \| Bramloge \| \| \| 6,4 \| Rahling \| Rahling \| \| \| 8,2 \| Kranenkamp \| Kranenkamp \| \| \| \| von Ocholt \| \| \| \| 11,0 \| Bockhorn \| Bockhorn \| \| \| \| nach Ellenserdamm \| \| \| \| 14,6 \| Zetel \| Zetel \| \| \| 17,0 \| Schweinebrück \| Schweinebrück \| \| \| 19,0 \| Neuenburg (Oldb) \| Neuenburg (Oldb) \| |                                                                                     |                    |                    |
| Strecke |                                                                                     | von Oldenburg      | von Oldenburg      |
| Abzweig geradeaus und ehemals von rechts |                                                                                     | von Rodenkirchen   | von Rodenkirchen   |
| Abzweig geradeaus und ehemals von rechts |                                                                                     | von Vareler Hafen  | von Vareler Hafen  |
| Bahnhof | 0,0                                                                                 | Varel (Oldb)       | Varel (Oldb)       |
| Abzweig ehemals geradeaus und nach rechts |                                                                                     | nach Wilhelmshaven | nach Wilhelmshaven |
| Bahnhof (Strecke außer Betrieb) | 2,1                                                                                 | Langendamm         | Langendamm         |
| Bahnhof (Strecke außer Betrieb) | 4,0                                                                                 | Borgstede          | Borgstede          |
| Abzweig geradeaus und nach links (Strecke außer Betrieb) · Strecke von rechts (außer Betrieb) |                                                                                     |                    |                    |
| Strecke (außer Betrieb) · Kopfbahnhof Streckenende (Strecke außer Betrieb) | 7,6                                                                                 | Bramloge           | Bramloge           |
| Bahnhof (Strecke außer Betrieb) | 6,4                                                                                 | Rahling            | Rahling            |
| Bahnhof (Strecke außer Betrieb) | 8,2                                                                                 | Kranenkamp         | Kranenkamp         |
| Abzweig geradeaus und von links (Strecke außer Betrieb) |                                                                                     | von Ocholt         | von Ocholt         |
| Bahnhof (Strecke außer Betrieb) | 11,0                                                                                | Bockhorn           | Bockhorn           |
| Abzweig geradeaus und nach rechts (Strecke außer Betrieb) |                                                                                     | nach Ellenserdamm  | nach Ellenserdamm  |
| Bahnhof (Strecke außer Betrieb) | 14,6                                                                                | Zetel              | Zetel              |
| Bahnhof (Strecke außer Betrieb) | 17,0                                                                                | Schweinebrück      | Schweinebrück      |
| Kopfbahnhof Streckenende (Strecke außer Betrieb) | 19,0                                                                                | Neuenburg (Oldb)   | Neuenburg (Oldb)   |

 Als Vareler Nebenbahnen wird ein Netz von Eisenbahnstrecken in Deutschland rund um die Stadt Varel am Jadebusen bezeichnet. Es handelt sich dabei ausschließlich um normalspurige Nebenbahnen, die zwischen 1893 und 1896 eröffnet wurden. Keine von ihnen wird heute mehr befahren, alle Strecken sind abgebaut.

## Vorgeschichte
Die Stadt Varel war bereits im Jahr 1867 durch die Hauptstrecke Wilhelmshaven (damals: Heppens) – Oldenburg an das Eisenbahnnetz der Großherzoglich Oldenburgischen Eisenbahn (GOE) angebunden worden.
In den Folgejahren wurden die Stimmen lauter, die auch eine Anbindung der westlich Varels gelegenen Friesischen Wehde forderten. Grund hierfür waren unter anderem die Textil- und Klinkerindustrie sowie die Landwirte, deren Erzeugnisse über etliche Kilometer mühsam mit Fuhrwerken zum nächsten Bahnhof gebracht werden mussten. Zwar hatte Bockhorn damals in Ellenserdamm bereits einen Bahnhof an der Hauptstrecke nach Wilhelmshaven, jedoch lag dieser Bahnhof fünf Kilometer vom Ort entfernt und war somit recht unattraktiv.
Auch benötigten die schnell wachsenden Dörfer Zetel, Bockhorn und Neuenburg (Oldb) eine Verbindung in den von Preußen 1854 gegründeten Marinestützpunkt Wilhelmshaven. Anfang der 1890er Jahre begannen schließlich die Bauarbeiten, und 1896 war mit dem Anschluss Neuenburgs das Netz der Vareler Nebenbahnen vollständig.

## Strecken

### Bahnstrecke Varel (Oldb)–Neuenburg (Oldb)
mit den Stichstrecken zum Vareler Hafen und nach Bramloge
| Streckenverlauf            | Länge (km) | Eröffnung        | Stilllegung PV | Stilllegung GV                                                                                                | Zustand |
| -------------------------- | ---------- | ---------------- | -------------- | --- | --- |
| Varel–Vareler Hafen        | 1,60       | 15. Mai 1893     | nur GV         | 1992 | Abgebaut; Bahndamm auf fast ganzer Länge als unbefestigter Geh- und Radweg erhalten; am Hafen noch Gleisreste vorhanden |
| Varel–Langendamm-Borgstede | 4,00       | 1. Januar 1893   | 23. Mai 1954   | Varel–Varel West: 31. Dezember 2002; Varel West–Langendamm: 1. März 1998; Langendamm–Borgstede: 1. Juni 1997; | Abgebaut; Bahnhof Borgstede als Wohnhaus gut erhalten, Bahnhofsgelände Langendamm (Varel-West) jetzt Gewerbegebiet |
| Borgstede–Bramloge         | 3,63       | 1. Januar 1893   | 23. Mai 1954   | Borgstede–Bramloge: 25. September 1966, bis 1992 Bahnhofsgleis                                                | Bahndamm zwischen Borgstede und Bramloge als unbefestigter Geh- und Radweg erhalten |
| Borgstede–Bockhorn         | 7,00       | 1. Dezember 1893 | 23. Mai 1954   | Borgstede–Rahling: 1. Juni 1997; Rahling–Bockhorn: 31. Dezember 1991                                          | Abgebaut 2002; in Bockhorn Umgehungsstraße auf Bahnhofsgelände erstellt; Bahn-Relikte am Bahnhof Bockhorn als Denkmal vorhanden; noch Gleisreste in Bahnübergängen                                                                                      |
| Bockhorn–Zetel             | 3,63       | 10. Mai 1894     | 23. Mai 1954   | 31. Dezember 1991                                                                                             | Abgebaut 2002; Bahndamm 2009 zum Rad- und Wanderweg umgebaut; Neubaugebiet auf Bahnhofsgelände Zetel; alte Schranke am Bahnhof Zetel als Denkmal |
| Zetel–Neuenburg (Oldb)     | 4,37       | 1. April 1896    | 23. Mai 1954   | 31. Dezember 1991                                                                                             | Abgebaut 2002; in Zetel größtenteils überbaut; Bahndamm zum Teil zum Rad- und Wanderweg umgebaut; Bahnhofsgebäude in Neuenburg (Oldb) und Zetel gut erhalten; in Neuenburg (Oldb) eine alte Schranke, Gleise und ein alter Eisenbahnwaggon als Denkmal. |

### Bahnstrecke Ellenserdamm–Ocholt
| Streckenverlauf                 | Länge (km) | Eröffnung        | Stilllegung PV | Stilllegung GV    | Zustand |
| ------------------------------- | ---------- | ---------------- | -------------- | ----------------- | --- |
| Ellenserdamm–Ellenserdammersiel | 1,40       | 15. April 1894   | nur GV         | 10. August 1926   | Abgebaut; Brückenköpfe einer alten Flussquerung in den Wiesen noch vorhanden, ansonsten keine Spuren mehr sichtbar |
| Ellenserdamm–Bockhorn           | 5,42       | 1. Januar 1893   | 23. Mai 1954   | 23. Mai 1954      | Abgebaut; teils hoher Bahndamm zwischen Bockhorn und Steinhausen noch gut erkennbar                                |
| Bockhorn–Grabstede              | 2,88       | 1. November 1893 | 23. Mai 1954   | 31. Dezember 1991 | Abgebaut; Bahndamm ab südlich B 437 bis Grabstede vorhanden                                                        |

Die Strecken Varel–Rodenkirchen (1913 eröffnet) und Grabstede–Westerstede (1904/05 eröffnet), werden aufgrund des späteren Baus nicht zu den Vareler Nebenbahnen gezählt.
Der letzte Streckenteil Varel – Diekmannshausen wurde 1994 nach Ende des Ölverkehrs abgebaut.
Auf dem letzten Teilstück Westerstede-Ocholt – Westerstede-Stadt besteht Draisinenverkehr. Von dort aus sind noch Gleise und Bahnübergänge bis Linswege vorhanden.

## Entwicklung

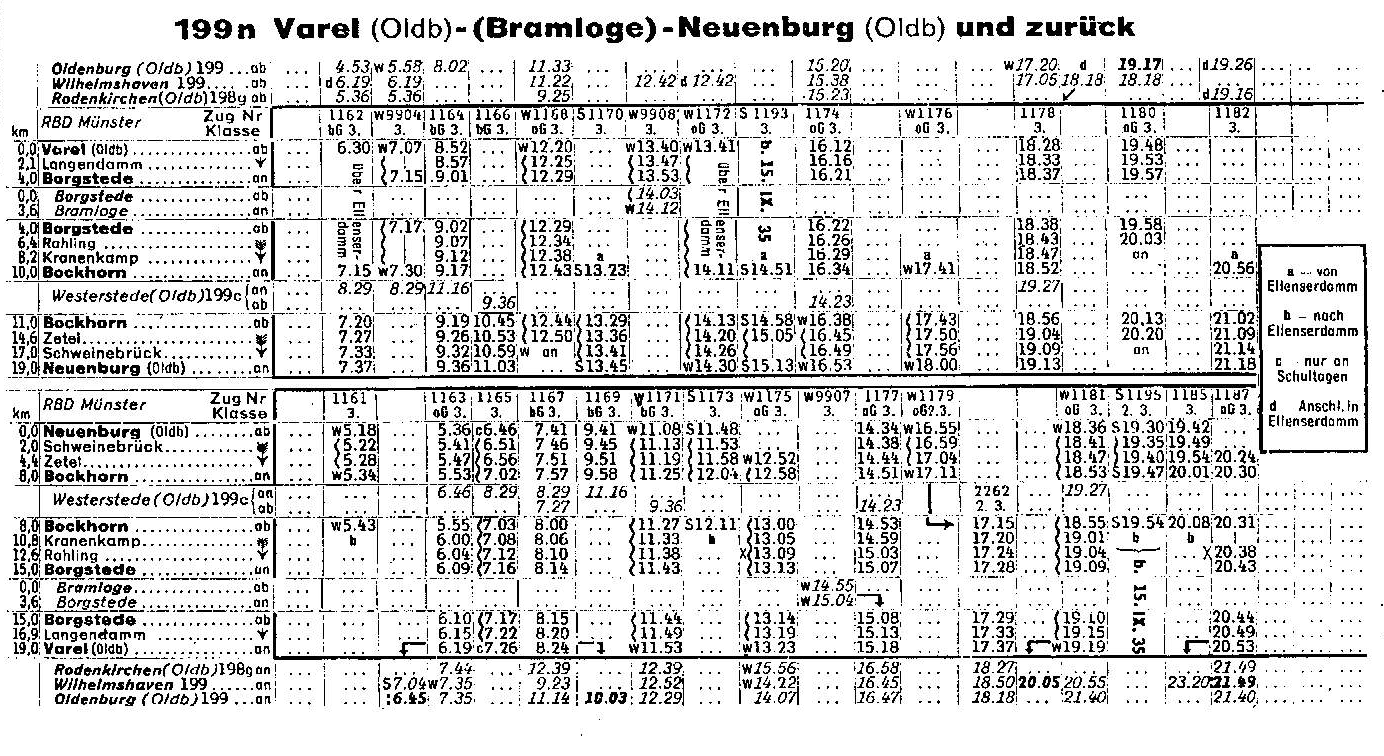
Fahrplan der ehem. KBS 199n Varel–Neuenburg aus dem Jahre 1935

Der Güter- und Personenverkehr entwickelten sich nach der Eröffnung der Strecken positiv. Klinker, Textilien und landwirtschaftliche Produkte wurden auf den zahlreichen Stationen in großem Umfang verladen. Arbeiter nutzten die Personenzüge von Neuenburg (Oldb) über Bockhorn nach Wilhelmshaven. Wenige Jahre vor Ausbruch des Zweiten Weltkrieges wiesen die Strecken teilweise eine für Nebenbahnen erstaunlich hohe Zugdichte auf.
Nach dem Krieg erlebten die Vareler Nebenbahnen noch eine kurze Blüte, bis Anfang der 50er Jahre die Konkurrenz durch Busse und Autos stärker wurde. Verstärkt wurde der Niedergang durch die langen Fahrzeiten, da Schienen und Gleisbett vielerorts zuletzt in den 20er Jahren überarbeitet worden und somit ausbesserungsbedürftig waren. Bis 1960 war der Personenverkehr auf dem gesamten Netz eingestellt. Der Güterverkehr spielte durch die Bedienung zahlreicher Klinkerwerke und Genossenschaften sowie einer Kartonfabrik und eines Militäranschlusses in Varel noch längere Zeit eine bedeutende Rolle und wurde erst zwischen 1992 und 2002 in mehreren Schritten stillgelegt.